# Kanton Argentré-du-Plessis
Argentré-du-Plessis is een voormalig kanton van het Franse departement Ille-et-Vilaine. Het kanton maakte deel uit van het arrondissement Fougères-Vitré. Het werd opgeheven vanaf 2015 en alle gemeenten werden toegevoegd aan het kanton La Guerche-de-Bretagne.

## Gemeenten
Het kanton Argentré-du-Plessis omvatte de volgende gemeenten:
- Argentré-du-Plessis (hoofdplaats)
- Brielles
- Domalain
- Étrelles
- Gennes-sur-Seiche
- Le Pertre
- Saint-Germain-du-Pinel
- Torcé
- Vergéal